# State Power Corporation of China
State Power Corporation of China, kinesiska: 國家電力公司; pinyin: Guójiā diànlì gōngsī, var ett kinesiskt statligt energiföretag som var verksam mellan den 17 januari 1997 och 2002.
Under 2002 drev den kinesiska staten igenom en energireform i syfte att göra den statliga energitillförseln mer marknadsmässig och konkurrensutsatt även om äganden skulle fortsatt ligga under staten. Reformen innebar att SPCC delades upp i elva delar.
| Elproducenter: - China Datang Group - China Guodian Corporation - China Huadian Corporation - China Huaneng Group - China Power Investment Corporation | Kraftledningsföretag: - China Southern Power Grid Company Limited - State Grid Corporation of China | Övriga företag: - China Electric Power Engineering Consultant Corporation - China Gezhouba Construction Group for Water Resources and Hydro Power - China Hydro Power Engineering Consultant Corporation - China National Water Resources and Hydro Power Engineering Corporation |